# Joseph Dujardin
Joseph Dujardin, né le 17 février 1879 à Saint-Léger et y mort le 29 novembre 1937 fut un homme politique belge wallon socialiste. (Parti Ouvrier Belge - POB) 
Dujardin fut administrateur de sociétés. 
Il fut élu conseiller communal et échevin de Saint-Léger; conseiller provincial et sénateur élu direct des arrondissements de la province de Luxembourg (1932-36).

## Sources
- Site de Saint-Léger